# Gnomisme
Le gnomisme (du grec γνωμικός, « en forme de sentence ») est une valeur temporelle propre attribuée au présent dit de vérité générale qui désigne un énoncé valable à toutes les époques et à caractère universel. L'on dit qu'un énoncé est un énoncé gnomique lorsqu'il utilise le présent de vérité générale, également appelé présent omnitemporel ou présent aoriste (en référence au temps correspondant dans la langue grecque ancienne parvenu par la rhétorique). Les sentences, proverbes, maximes et aphorismes représentent des énoncés gnomiques purs. Le gnomisme permet de marquer l'esprit du lecteur en lui imposant une vérité générale, incontestable et intemporelle.
Il ne s'agit pas à proprement parler d'une figure de style mais bien plutôt d'une tournure de phrase de longueur syntaxique variable.

## Exemples
- « Deux et deux font quatre. »
- « On a souvent besoin d'un plus petit que soi. » (Jean de La Fontaine, Fables).

## Définitions
Le terme de gnomique possède deux acceptions :
- En littérature ancienne, il s'agit d'un énoncé littéraire qui contient des sentences. On peut parler d'une poésie gnomique notamment.
- Plus spécifiquement, le terme signifie aussi "qui compose des poèmes en forme de sentences". Les poètes gnomiques ou, par ellipse, les "recueils des gnomiques" sont un genre littéraire reposant sur des proverbes de vérité omnitemporelle. Les plus célèbres poètes gnomiques chez les anciens sont Théognis et Phocylide ; on peut citer également Hésiode, Homère dans un certain sens.

Comme la maxime, l'énoncé gnomique se caractérise par sa visée moraliste, par laquelle l'auteur jette un regard critique sur le monde, sans prétendre pouvoir le changer. Cette forme littéraire privilégie la concision et exploite une esthétique du fragment et de la discontinuité.

### Genres concernés
Le gnomisme naît avec le genre des fables, dans l'Antiquité, avec Ésope notamment, mais également avec les présocratiques comme Démocrite ou Pythagore. Néanmoins on attribue au gnomisme une origine magique, celui-ci étant très employé dans les ouvrages de sorcellerie et de sorts. Les penseurs chrétiens vont largement en utiliser les ressources illocutoires par le genre du sermon principalement. 
L'Ancien Testament est très illustré d'exposés gnomiques. C'est surtout Jean de La Fontaine en France qui va exploiter tous les effets que permet le gnomisme par ses Fables et surtout dans ses morales et apologues. 
Les moralistes enfin en font l'une de leurs figures de style les plus exploitées (Jean de La Bruyère, Bossuet, etc.). Les philosophes modernes comme Friedrich Nietzsche et Emil Cioran utilisent abondamment les énoncés gnomiques dans leurs aphorismes.
Il existe également une philosophie gnomique représentée par Théognis, Solon, Thalès et autres présocratiques grecs, philosophie moralisante proche des concepts de Bien et de Bon repris plus tard par Platon, comme dans cet énoncé gnomique de Théognis :

« Le bien suprême, pour l'humain, est l'intelligence; le pire des maux, la folie. Éviter la présomption, rester dans la juste mesure, se contenter de la médiocrité, c'est le dernier mot de la sagesse. »

## Domaines transverses
- Le gnomique est une langue fictive forgée par l’écrivain irlandais Eoin Colfer.

## Figures proches
- Figure "mère" : Maxime
- Figures "filles" :  aucune
- Paronymes : aucun
- Synonymes : Maxime, Aphorisme, Proverbe, Sentence, Apophtegme
- Antonymes : aucun